# Eddebo
Eddebo (også: Ettebo) er navnet på to tidligere borganlæg fra middelalderen beliggende i Frueskoven i det vestlige Flensborg.
Den første borg blev bygget på et rektangulært grundplan på den såkaldte brandplads. Den var cirka 70 meter lang og 45 meter bred. Anlægget var omgivet af en voldgrav, der stod i forbindelse med en å. Den første borg blev altså konstrueret som vandborg.
Den yngre borg blev bygget cirka 100 meter vest for det ældre anlæg på den såkaldte junkerplads. Borgen blev også bygget på rektangulær plan, men var med 150 meter længde og 130 meter bredde lidt større i forhold til den første borg. Den var var omgivet af en op til flere meter høj jordvold med en foranliggende voldgrav. Borgen var måske en af typen motte-and-bailey (tårnborg). Resterne af volden kan endnu ses i Frueskoven. Eddebo betyder oversat stamplads. Det menes at havde været familien Juls slægtsgård, fra hvilken ifølge Diplomatarium Flensborgensis den første borgmester i Flensborg (Peter Juel) kom. I et pergamentsbrev af 27. marts 1401 nævnes som ejer Ivar Juel.
Under Eddebo må den overvejende del af Mariemarken (≈den til Sct. Mariæ hørende bymark) have ligget. Besiddelserne strakte sig helt ind til Mariebjerget (Duborg Bakke), hvor familien Juel havde et aftægtshus med tilhørende æble- og kålhave, der omkring 1410 solgtes til dronning Margrete, som byggede Duborg fæstning der. Ved overgangen til kronen kom området under Vis Herreds jurisdiktion og blev dermed en enklave inden for Flensborgs bymark. Det øvrige Eddebo med Frueskoven var i det 15. århundrede kommet ind under Helligåndshuset og herfra i Mariekirkens besiddelse.
Eddebo var en af flere kendte adelsgårde omkring Flensborg. Der har også været borganlæg i nærheden af Skt. Hans Kirken, på Vor Frue Bjerget / Mariebjerget (Flenstoft), ved Morbækken, i Lille Tostrup ved Sønderup (Kobberbjerg), i nærheden af Jægerslyst (Højebjerg) og ved vejen til Husum (Blakes Mølle). Flensborgs ældste historiker Jonas Hojer fortæller 1628, at der var fem adlesmænd, som ejede bymarken og som gjorde indbyggerne stor skade, hvorfor de blev udkøbt eller drevet bort med magt af borgerne.